# Acanthocyclops brevispinosus
Acanthocyclops brevispinosus is een eenoogkreeftjessoort uit de familie van de Cyclopidae. De wetenschappelijke naam van de soort is voor het eerst geldig gepubliceerd in 1884 door Herrick.